# Kerry Saxby-Junna
Kerry-Anne Saxby-Junna (Ballina, 2 juni 1961) is een voormalige Australische snelwandelaarster. Zij is de huidige wereldrecordhoudster op de 5000 m snelwandelen op de baan en voormalig wereldrecordhoudster op de 3000 m snelwandelen indoor en de 10 (1987-1995) en 20 km snelwandelen (1988-1995) op de weg. Ze nam driemaal deel aan de Olympische Spelen, maar behaalde hierbij geen eremetaal.

## Loopbaan
Saxby-Junna was de eerste vrouw die de 20 km binnen anderhalf uur snelwandelde. In totaal zette zij 32 wereldrecords of beste wereldprestaties neer. Ondanks dit enorme aantal behaalde ze 'slechts' één wereldtitel, op de 3000 m snelwandelen indoor in 1989. Bij wereldkampioenschappen outdoor behaalde ze een zilveren medaille op de WK van 1987 achter de Sovjet-Russische Irina Strachova en twaalf jaar later een bronzen medaille bij de WK van 1999 achter de Chinese atletes Hongyu Liu (goud) en Wang Yan (zilver).
Op de Olympische Spelen van 1992 en 1996 kwam Kerry Saxby-Junna uit op de 10 km snelwandelen, maar beide keren slaagde zij er niet in om in de top-tien te finishen. Dat lukte haar wel bij de derde gelegenheid, de Spelen van 2000, die in haar thuisstad Sydney werden georganiseerd. Deze keer had zij gekozen voor de 20 km snelwandelen. Ze liep mee in de voorste gelederen en finishte ten slotte op een zevende plaats in 1:32.02, drie minuten achter winnares Wang Liping uit China.
In 2001 stopte Kerry Saxby-Junna met de actieve wedstrijdsport. Ze is trainster en is werkzaam als bankdirecteur.

## Titels
- Wereldindoorkampioene 3000 m snelwandelen - 1989
- Gemenebestkampioene 10 km snelwandelen - 1990, 1994
- Australisch kampioene 3000 m snelwandelen - 1986
- Australisch kampioene 5000 m snelwandelen - 1986 – 1996, 1998
- Australisch kampioene 10 km snelwandelen - 1985, 1986, 1987, 1988, 1990, 1994, 1995, 1996, 1999
- Australisch kampioene 20 km snelwandelen - 1984, 1985, 1986, 1987, 1989, 2001

## Persoonlijke records
Indoor
| Onderdeel           | Prestatie     | Datum         | Plaats  |
| ------------------- | ------------- | ------------- | ------- |
| 3000 m snelwandelen | 11.53,82 (NR) | 13 maart 1993 | Toronto |

Baan
| Onderdeel             | Prestatie      | Datum            | Plaats    |
| --------------------- | -------------- | ---------------- | --------- |
| 3000 m snelwandelen   | 10.56,22 (NR)  | 7 februari 1991  | Melbourne |
| 5000 m snelwandelen   | 20.03,0 (WR)   | 11 februari 1996 | Sydney    |
| 10.000 m snelwandelen | 41.57,22 (AR)  | 24 juli 1990     | Seattle   |
| 20.000 m snelwandelen | 1:33.40,2 (NR) | 6 september 2001 | Brisbane  |

Weg
| Onderdeel          | Prestatie     | Datum            | Plaats   |
| ------------------ | ------------- | ---------------- | -------- |
| 10 km snelwandelen | 41.29,71 (NR) | 17 augustus 1988 | Canberra |
| 20 km snelwandelen | 1:29.36       | 30 april 2000    | Naumburg |

## Palmares

### 3000 m snelwandelen (indoor)
- 1989:  WK indoor - 12.01,65
- 1991:  WK indoor - 12.03,21
- 1993:  WK indoor - 11.53,82

### 10.000 m snelwandelen
- 1986:  Goodwill Games - 45.08,13
- 1990:  Goodwill Games - 41.57,22

### 10 km snelwandelen
- 1987:  WK - 44.23
- 1989:  Wereldbeker - 43.12
- 1990:  Gemenebestspelen - 45.03
- 1990:  Goodwill Games - 41:57.22
- 1991: 5e WK - 44.02
- 1992: 15e OS - 46.01
- 1994:  Gemenebestspelen - 44.25
- 1995: 9e WK - 43.06
- 1996: 12e OS - 43.59
- 1998:  Gemenebestspelen - 44.27

### 20.000 m snelwandelen
- 2001: 5e Goodwill Games - 1:33.40,2

### 20 km snelwandelen
- 1999: 21e Wereldbeker - 1:32.24
- 1999:  WK - 1:31.18
- 2000: 7e OS - 1:32.02